# Coelidium villosum
Coelidium villosum är en ärtväxtart som först beskrevs av Rudolf Schlechter, och fick sitt nu gällande namn av Granby. Coelidium villosum ingår i släktet Coelidium, och familjen ärtväxter. Inga underarter finns listade i Catalogue of Life.